# Liste der denkmalgeschützten Objekte in Feldkirchen an der Donau
Die Liste der denkmalgeschützten Objekte in Feldkirchen an der Donau enthält die 16 denkmalgeschützten, unbeweglichen Objekte der Gemeinde Feldkirchen an der Donau in Oberösterreich (Bezirk Urfahr-Umgebung).

## Denkmäler
| Foto |                 | Denkmal                                                                                | Standort                                                        | Beschreibung | Metadaten |
| ---- | --------------- | -------------------------------------------------------------------------------------- | --------------------------------------------------------------- | --- | --- |
| ja   | Datei hochladen | Schloss Bergheim, Landwirtschaftliche Haushaltsschule HERIS-ID: 22298 Objekt-ID: 18629 | Bergheimer Straße 7 Standort KG: Bergheim                       | Das Schloss Bergheim ist eine unregelmäßige, mehrflügelige Schlossanlage in weitläufiger Parklandschaft. Die ältesten Bauteile stammen aus dem 15. Jahrhundert, wobei das Schloss laufend erweitert wurde. | BDA-Hist.: Q14544409 Status: Bescheid Stand der BDA-Liste: 2025-06-30 Name: Schloss Bergheim, Landwirtschaftliche Haushaltsschule GstNr.: 36, 38 Schloss Bergheim |
| ja   | Datei hochladen | Wegkapelle HERIS-ID: 22299 Objekt-ID: 18630                                            | südlich Bergheimer Straße 7 Standort KG: Bergheim               | Die Wegkapelle nahe dem Schloss Bergheim ist ein hoher, schmaler Giebelbau mit rundbogiger Figurennische, die eine Figur des heiligen Johannes Nepomuk aus der Mitte bis zweiten Hälfte des 18. Jahrhunderts beherbergt. | BDA-Hist.: Q37868439 Status: § 2a Stand der BDA-Liste: 2025-06-30 Name: Wegkapelle GstNr.: 26 Wegkapelle Bergheim |
| ja   | Datei hochladen | Kath. Pfarrkirche hl. Michael HERIS-ID: 22286 Objekt-ID: 18617                         | bei Marktplatz 1 Standort KG: Feldkirchen an der Donau          | Die Pfarrkirche von Feldkirchen ist ein gotischer Kirchenbau mit einheitlicher Rokokoeinrichtung und freistehendem ehemaligen Wehrturm. | BDA-Hist.: Q37868346 Status: § 2a Stand der BDA-Liste: 2025-06-30 Name: Kath. Pfarrkirche hl. Michael GstNr.: .1, .2 Pfarrkirche St. Michael (Feldkirchen an der Donau) |
| ja   | Datei hochladen | Figur hl. Florian HERIS-ID: 22289 Objekt-ID: 18620                                     | Marktplatz 1, in der Nähe Standort KG: Feldkirchen an der Donau | Die Figur des heiligen Florian aus der Mitte des 18. Jahrhunderts befindet sich nordöstlich der Pfarrkirche. | BDA-Hist.: Q37868372 Status: § 2a Stand der BDA-Liste: 2025-06-30 Name: Figur hl. Florian GstNr.: 341 Florian-Statue (Feldkirchen an der Donau) |
| ja   | Datei hochladen | Kriegerdenkmal HERIS-ID: 22290 Objekt-ID: 18621                                        | Marktplatz 1, in der Nähe Standort KG: Feldkirchen an der Donau | Das Kriegerdenkmal aus Granitplatten mit Inschriften und Reliefs wurde 1964 von Maximilian Stockenhuber geschaffen. | BDA-Hist.: Q37868383 Status: § 2a Stand der BDA-Liste: 2025-06-30 Name: Kriegerdenkmal GstNr.: 341 Kriegerdenkmal (Feldkirchen an der Donau) |
| ja   | Datei hochladen | Pfarrhof HERIS-ID: 22291 Objekt-ID: 18622                                              | Marktplatz 1 Standort KG: Feldkirchen an der Donau              | Der Pfarrhof wurde in der Mitte bis zweiten Hälfte des 17. Jahrhunderts errichtet und im Norden nach einem Brand erweitert. Im 20. Jahrhundert kam es mehrfach zu Adaptierungen. Der südliche Flügel der zweigeschoßigen Anlage wurde um zwei Innenhöfe als barocker Einspringerhof konzipiert. Der Nordflügel diente ursprünglich als Stadel. | BDA-Hist.: Q37868398 Status: § 2a Stand der BDA-Liste: 2025-06-30 Name: Pfarrhof GstNr.: .3 Pfarrhof (Feldkirchen an der Donau) |
| ja   | Datei hochladen | Ruine „Haws ze Vrewdenstain“, Burgruine Freudenstein HERIS-ID: 56774 Objekt-ID: 66348  | Freudenstein Standort KG: Freudenstein                          | Die Burgruine Freudenstein war eine kleine, mittelalterliche Ministerialenburg mit Burgmauer und Bergfried. Von der Burg sind nur noch wenige Mauerreste erhalten. | BDA-Hist.: Q15108335 Status: Bescheid Stand der BDA-Liste: 2025-06-30 Name: Ruine, sog. Haws ze Vrewdenstain, Burgruine Freudenstein GstNr.: 395, 399/1 Burgruine Freudenstein                                                                                             |
| ja   | Datei hochladen | Volksschule HERIS-ID: 25627 Objekt-ID: 22062                                           | Lacken 5 Standort KG: Lacken                                    | Die Volksschule in Lacken wurde zwischen 1904 und 1906 von Johann Weixelbaumer errichtet und mit späthistoristischem Fensterstuck ausgestattet. | BDA-Hist.: Q37895397 Status: § 2a Stand der BDA-Liste: 2025-06-30 Name: Volksschule GstNr.: .101 Volksschule Lacken |
| ja   | Datei hochladen | Befestigungsanlage Niedernburg in Oberlandshaag HERIS-ID: 112185 Objekt-ID: 130255     | Oberlandshaag 48, in der Nähe Standort KG: Landshaag            | Die 1541 bereits verödete Wallanlage in Oberlandshaag wird durch einen mächtigen, in den Fels getriebenen Graben vom Hinterland getrennt. Auf dem Plateau befand sich möglicherweise eine Burg, die in Beziehung zu Passau stand. | BDA-Hist.: Q37829245 Status: Bescheid Stand der BDA-Liste: 2025-06-30 Name: Befestigungsanlage Niedernburg in Oberlandshaag GstNr.: 579, 580, 581, 609, 612, 613, 614, 615, 616, 621/1, 621/2, 622/1, 622/2, 623, 628, 705 Befestigungsanlage Niedernburg in Oberlandshaag |
| ja   | Datei hochladen | Schloss Mühldorf HERIS-ID: 25639 Objekt-ID: 22074                                      | Mühldorf 1 Standort KG: Mühldorf                                | Das Schloss Mühldorf wurde im 15. bis frühen 16. Jahrhundert errichtet und im späten 16. bis frühen 17. Jahrhundert zu einem Renaissance-Wasserschloss umgebaut. Nach 1686 erfolgte eine barocke Umgestaltung und die Trockenlegung des Wassergrabens. | BDA-Hist.: Q2242521 Status: Bescheid Stand der BDA-Liste: 2025-06-30 Name: Schloss Mühldorf GstNr.: 294, 297 Schloss Mühldorf |
| ja   | Datei hochladen | Verwalterstöckl HERIS-ID: 25640 Objekt-ID: 22075                                       | Mühldorf 1 (Hotel) Standort KG: Mühldorf                        | Das Verwalterstöckl des Schloss Mühldorf befindet sich nördlich des Torturmes und wurde als zweigeschoßiger, barocker Bau mit Walmdach in der zweiten Hälfte des 17. Jahrhunderts erbaut. | BDA-Hist.: Q37895434 Status: Bescheid Stand der BDA-Liste: 2025-06-30 Name: Verwalterstöckl GstNr.: 298 Verwalterstöckl (Schloss Mühldorf) |
| ja   | Datei hochladen | Mariensäule HERIS-ID: 25641 Objekt-ID: 22077                                           | Mühldorf 1, in der Nähe Standort KG: Mühldorf                   | Die Mariensäule aus dem späten 17. Jahrhundert befindet sich südwestlich des Schlosses Mühldorf. Die Säule besteht aus einer toskanischen Säule und der Figur der Maria als Himmelskönigin mit Jesukind. | BDA-Hist.: Q37895448 Status: § 2a Stand der BDA-Liste: 2025-06-30 Name: Mariensäule GstNr.: 236 Mariensäule (Mühldorf) |
| ja   | Datei hochladen | Meierhof HERIS-ID: 37824 Objekt-ID: 37127                                              | Mühldorf 1 Standort KG: Mühldorf                                | Der Meierhof befindet sich nordwestlich des Schlosses Mühldorf und stellt eine eingeschoßige, barocke Vierflügelanlage mit Ehrenhof dar. Der Hof wurde im 17. bis 18. Jahrhundert errichtet. | BDA-Hist.: Q37977233 Status: Bescheid Stand der BDA-Liste: 2025-06-30 Name: Meierhof GstNr.: 293/2, 293/1 Meierhof (Mühldorf) |
| ja   | Datei hochladen | Kath. Filialkirche hl. Leonhard HERIS-ID: 4196 Objekt-ID: 34                           | neben Pesenbach 22 Standort KG: Mühldorf                        | Die Filialkirche der Pfarre Feldkirchen ist eine gotische Pfeilerbasilika mit spätgotischer Einrichtung. Das Langhaus wurde im frühen 14. Jahrhundert errichtet, das Gewölbe in der zweiten Hälfte dieses Jahrhunderts. Ende des 15. Jahrhunderts erfolgte ein Umbau mit der Errichtung des Chors und des Turms. Das dreischiffige, vierjochige Langhaus besitzt ein Kreuzrippengewölbe, der spätgotische Chor ein Netzrippengewölbe. Der bedeutende Pesenbacher Flügelaltar stammt aus dem Jahr 1495. | BDA-Hist.: Q37963045 Status: § 2a Stand der BDA-Liste: 2025-06-30 Name: Kath. Filialkirche hl. Leonhard GstNr.: 814 Filialkirche St. Leonhard, Pesenbach |
| ja   | Datei hochladen | Kneipp-Kuranstalt HERIS-ID: 4193 Objekt-ID: 31                                         | Bad Mühllacken 55 Standort KG: Mühllacken                       | Das Kurhaus diente ursprünglich als adeliger Landsitz und besitzt neben einem barocken Turm aus der Zeit nach 1705 auch ältere Bauteile. Das Haupthaus ist ein viergeschoßiger Bau mit Walmdach und Turm mit Zwiebelhelm und Laterne. Die Kapelle in der Südwestecke wurde 1974 errichtet. | BDA-Hist.: Q14544358 Status: § 2a Stand der BDA-Liste: 2025-06-30 Name: Kneipp-Kuranstalt GstNr.: .52 Kneipp-Kuranstalt Bad Mühllacken |
| ja   | Datei hochladen | Ruine Oberwallsee HERIS-ID: 25642 Objekt-ID: 22078                                     | Oberwallsee 1 Standort KG: Mühllacken                           | Die ehemalige Ringburg auf dem Klausberg wurde ab 1364 errichtet und um 1600 erweitert und umgebaut. Ab dem 18. Jahrhundert begann der Verfall der Burg, die aus einer Hauptburg mit Palas, Kapelle und Zwinger sowie einer Vorburg mit Torbau und Wirtschaftsgebäude bestand. | BDA-Hist.: Q1015446 Status: Bescheid Stand der BDA-Liste: 2025-06-30 Name: Ruine Oberwallsee GstNr.: .37 Ruine Oberwallsee |

## Ehemalige Denkmäler
| Foto |                 | Denkmal                                         | Standort                     | Beschreibung | Metadaten |
| ---- | --------------- | ----------------------------------------------- | ---------------------------- | --- | --- |
| ja   | Datei hochladen | Pfarrkirche Maria Hilf Objekt-ID: 22061bis 2015 | Lacken 7 Standort KG: Lacken | Die Kirche Maria-Hilf wurde zwischen 1930 und 1933 von Baumeister Johann Weixelbaumer errichtet und zwischen 1952 und 1953 erweitert. Der Glockenturm wurde 1961 angebaut. | BDA-Hist.: Q23727953 Status: § 2a Stand der BDA-Liste: 2015-06-26 Name: Pfarrkirche Maria Hilf GstNr.: .108 Kirche Maria Hilf (Lacken) |